# دهستان لایمیالا
دهستان لایمیالا (به لاتین: Laimjala Parish) یک دهستان در استونی است که در شهرستان ساره واقع شده‌است.

## خصوصیات
دهستان لایمیالا ۱۱۶ کیلومترمربع مساحت و ۷۹۳ نفر جمعیت دارد.